# John Howard Yoder
John Howard Yoder (29 desembre 1927-30 desembre 1997) va ser un teòleg cristià, ètic i erudit bíblic conegut pel seu pacifisme cristià radical. Yoder és recordat per les seves reflexions sobre l'ètica cristiana. Va rebutjar la hipòtesi que la història humana és conduïda pel poder coercitiu, Yoder va argumentar que era més aviat Déu qui treballa en, amb, i a través dels no violents. Si l'Església en el passat van fer aliances amb els dirigents polítics, era perquè havia perdut la confiança en aquesta veritat.
Yoder va argumentar que la responsabilitat primordial dels cristians no és fer-se càrrec de la societat i imposar les seves conviccions i valors en les persones que no comparteixen la seva fe, sinó a "l'Església". Al negar-se a tornar mal per mal, vivint en pau, l'intercanvi de béns, i fer obres de caritat, quan es presenti l'oportunitat, els testimonis de l'església, diu Yoder, són una alternativa a una societat basada en la violència o l'amenaça de la violència. Tot ha estat possible gràcies a la vida, mort, resurrecció i ensenyaments de Jesús. Yoder afirma que l'Església es viu en la convicció que Déu crida els cristians a imitar el camí de Crist en la seva obediència absoluta, fins i tot si es porta a la mort, per a ells, també, finalment, serà reivindicat en la resurrecció.

## Obres més importants
- The Christian and Capital Punishment (1961)
- Christ and the Powers (translator) by Hendrik Berkhof (1962)
- The Christian Pacifism of Karl Barth (1964)
- The Christian Witness to the State (1964)
- Discipleship as Political Responsibility (1964)
- Reinhold Niebuhr and Christian Pacifism (1968)
- Karl Barth and the Problem of War (1970)
- The Original Revolution: Essays on Christian Pacifism (1971)
- Nevertheless: The Varieties and Shortcomings of Religious Pacifism (1971)
- The Politics of Jesus (1972)[5]
- The Legacy of Michael Sattler, editor and translator (1973)
- The Schleitheim Confession, editor and translator (1977)
- Christian Attitudes to War, Peace, and Revolution: A Companion to Bainton (1983)
- What Would You Do? A Serious Answer to a Standard Question (1983)
- God's Revolution: The Witness of Eberhard Arnold, editor (1984)
- The Priestly Kingdom: Social Ethics as Gospel (1984)
- When War Is Unjust: Being Honest In Just-War Thinking (1984)
- He Came Preaching Peace (1985)
- The Fullness of Christ: Paul's Revolutionary Vision of Universal Ministry (1987)
- The Death Penalty Debate: Two Opposing Views of Capitol Punishment (1991)
- A Declaration of Peace: In God's People the World's Renewal Has Begun (with Douglas Gwyn, George Hunsinger, and Eugene F. Roop) (1991)
- Body Politics: Five Practices of the Christian Community Before the Watching World (1991)
- The Royal Priesthood: Essays Ecclesiological and Ecumenical (1994)
- Authentic Transformation: A New Vision of Christ and Culture (with Glen Stassen and Diane Yeager) (1996)
- For the Nations: Essays Evangelical and Public (1997)